# Eurymelops latifascia
Eurymelops latifascia är en insektsart som beskrevs av Walker 1851. Eurymelops latifascia ingår i släktet Eurymelops och familjen dvärgstritar. Inga underarter finns listade i Catalogue of Life.